# Jugadors dels Països Catalans a l'NBA
La taula mostra la llista de jugadors de bàsquet dels Països Catalans que han disputat alguna temporada a l'NBA.
| # | Jugador             | Posició | Temporades | D'ençà | Fins a | PJ   | PTS   | Data naixement       | Lloc de naixement       | Ref.  |
| - | ------------------- | ------- | ---------- | ------ | ------ | ---- | ----- | -------------------- | ----------------------- | ----- |
| 1 | Pau Gasol           | AP      | 18         | 2001   | 2019   | 1226 | 20894 | 6 de juliol de 1980  | Barcelona               | [ 1 ] |
| 2 | Raül López          | B       | 2          | 2003   | 2005   | 113  | 733   | 15 d'abril de 1980   | Vic                     | [ 2 ] |
| 3 | Juan Carlos Navarro | B       | 1          | 2007   | 2008   | 82   | 896   | 13 de juny de 1980   | Sant Feliu de Llobregat | [ 3 ] |
| 4 | Marc Gasol          | AP      | 13         | 2008   | 2021   | 891  | 12514 | 29 de gener de 1985  | Barcelona               | [ 4 ] |
| 5 | Rudy Fernández      | E       | 4          | 2008   | 2012   | 249  | 2254  | 4 d'abril de 1985    | Palma                   | [ 5 ] |
| 6 | Ricky Rubio         | B       | 12         | 2011   | -      | 698  | 7570  | 21 d'octubre de 1990 | El Masnou               | [ 6 ] |
| 7 | Víctor Claver       | A       | 3          | 2012   | 2015   | 80   | 258   | 30 d'agost de 1988   | València                | [ 7 ] |
| 8 | Àlex Abrines        | E       | 3          | 2016   | 2019   | 174  | 924   | 1 d'agost de 1993    | Palma                   | [ 8 ] |

Llegenda: 
|      |         | Jugador actiu a l'NBA                      |    |            |   |         |
|      |         | Jugador membre del Basketball Hall of Fame |    |            |   |         |
| Pos. | Posició | Posició                                    | B  | Base       | E | Escorta |
| A    | Aler    | Aler                                       | AP | Aler pivot | P | Pivot   |

## Cronologia
| 2001-03                                                                                               | 2003-05                | 2005-07 | 2007-08                                 | 2008-11                                                              | 2011-12 | 2012-15                                                              | 2015-16                                                              | 2016-19                                                              | 2019-21                                                              | 2019-23 | 2023- |
| --- | ---------------------- | ------- | --------------------------------------- | -------------------------------------------------------------------- | --- | -------------------------------------------------------------------- | -------------------------------------------------------------------- | -------------------------------------------------------------------- | -------------------------------------------------------------------- | ------- | ----- |
| Pau Gasol (Memphis Grizzlies, Los Angeles Lakers, Chicago Bulls, San Antonio Spurs i Milwaukee Bucks) |                        |         |                                         |                                                                      | |                                                                      |                                                                      |                                                                      |                                                                      |         |       |
| | Raül López (Utah Jazz) |         | Juan Carlos Navarro (Memphis Grizzlies) | Marc Gasol (Memphis Grizzlies, Toronto Raptors i Los Angeles Lakers) | Marc Gasol (Memphis Grizzlies, Toronto Raptors i Los Angeles Lakers)                                            | Marc Gasol (Memphis Grizzlies, Toronto Raptors i Los Angeles Lakers) | Marc Gasol (Memphis Grizzlies, Toronto Raptors i Los Angeles Lakers) | Marc Gasol (Memphis Grizzlies, Toronto Raptors i Los Angeles Lakers) | Marc Gasol (Memphis Grizzlies, Toronto Raptors i Los Angeles Lakers) |         |       |
| |                        |         |                                         | Rudy Fernández (Portland Trail Blazers i Denver Nuggets)             | Rudy Fernández (Portland Trail Blazers i Denver Nuggets)                                                        | Víctor Claver (Portland Trail Blazers)                               |                                                                      | Àlex Abrines (Oklahoma City Thunder)                                 |                                                                      |         |       |
| |                        |         |                                         |                                                                      | Ricky Rubio (Minnesota Timberwolves, Utah Jazz, Phoenix Suns, Indiana Pacers sense jugar i Cleveland Cavaliers) |                                                                      |                                                                      |                                                                      |                                                                      |         |       |
| 1 | 2                      | 1       | 2                                       | 3                                                                    | 4 | 4                                                                    | 3                                                                    | 4                                                                    | 2                                                                    | 1       | 0     |